# ناوهیتو هیرای
ناوهیتو هیرای (انگلیسی: Naohito Hirai؛ زادهٔ ۱۶ ژوئیهٔ ۱۹۷۸) بازیکن فوتبال اهل ژاپن است.